# Лимски партизански одред
Лимски партизански одред био је војна јединица НОВЈ формирана у јесен 1943. у околини Вишеграда. Одред је постојао свега 6 недеља и уништен је у немачкој операцији Кугелблиц у децембру 1943.

## Ратни пут
У јесен 1943. Рудо и околину Вишеграда су 25. октобра ослободиле 4. и 10. бригада 5. ударне дивизије НОВЈ. Наредних дана обновљени су органи народне власти, а 4. новембра 1943. формиран је Лимски НОП одред. Одред је имао 3 батаљона - укупно око 150 бораца. Дејствовао је против четника под командом Штаба Другог ударног корпуса НОВЈ на територији општина Рудо, Чајниче, Горажде и Фоча. Међутим, Лимски одред је већ почетком децембра захваћен немачком офанзивом у долини Лима и Дрине (Операција Кугелблиц): већ 10. децембра немачка 1. брдска дивизија је поново заузела Рудо, а сам Одред је готово уништен и расформиран после борби са Немцима од 8. до 15. децембра 1943. код Чајнича и села Заборка.